# Phoenix, Arizona
Phoenix je glavni grad američke savezne države Arizone. Prema procjeni iz 2009. godine, grad je imao 1.593.659 stanovnika, što ga čini petim po veličini gradom u SAD-u. Nalazi se na rijeci Salt River.
Zbog blage i suhe klime turistički je i liječilišni centar. Značajne grane gospodarstva su industrija konzervi i građevnog materijala, ljevaonice bakra, pilane, grafička industrija, turizam i drugo. Phoenix je i važno željezničko čvorište u kojem se sastaju dvije transkontinentalne pruge.

## Šport
- Phoenix Suns (košarka)
- Phoenix Coyotes (hokej na ledu)
- Arizona Cardinals (američki nogomet)

## Vanjske poveznice
- Službena stranica  Arhivirana inačica izvorne stranice od 25. veljače 2011. (Wayback Machine) (engl.)
- Gospodarska komora Phoenixa  Arhivirana inačica izvorne stranice od 22. svibnja 2021. (Wayback Machine) (engl.)
- Turistički ured Phoenixa (engl.)
- Javna knjižnica Phoenixa (engl.)
- Video vodič kroz Phoenix  Arhivirana inačica izvorne stranice od 23. kolovoza 2007. (Wayback Machine) (engl.)

### Ostali projekti
|  | Zajednički poslužitelj ima još gradiva o temi Phoenix, Arizona |